# 須藤昌朋
須藤 昌朋（すどう まさとも、1961年1月28日 - ）は、日本のアニメーター、キャラクターデザイナー。北海道出身。

## 経歴
スタジオあんなぷる出身で、現在はフリー。トムス・エンタテインメント作品を中心に活動している。
代表作は『名探偵コナン』、『とっとこハム太郎』など。
2000年以降は、主に山中純子と連名でキャラクターデザイン等を担当している。
『名探偵コナン』の劇場版では、全ての作品のキャラクターデザイン・総作画監督を務めている。テレビシリーズにおいては一時期降板していたものの、現在もキャラクターデザインを務めている。
『ルパン三世』のテレビスペシャルでは、1994年放送の『ルパン三世 燃えよ斬鉄剣』、及び1995年放送の『ルパン三世 ハリマオの財宝を追え!!』においてキャラクターデザイン、総作画監督を務めており、2012年放送の『ルパン三世 東方見聞録 〜アナザーページ〜』にて17年ぶりに『ルパン三世』のキャラクターデザインを務めている。何れの作品も、『ルパン三世 (TV第1シリーズ)』に近いデザインとなっている。

## 参加作品

### テレビアニメ
1980年
- あしたのジョー2（1980年 - 1981年、動画）

1981年
- 新竹取物語 1000年女王（ - 1982年、作画）

1983年
- キン肉マン（原画）

1989年
- ルパン三世 バイバイ・リバティー・危機一発!（原画）
- ピーターパンの冒険（原画）
- 桃太郎伝説 PEACHBOY LEGEND（ - 1990年、作画監督）

1994年
- ルパン三世 燃えよ斬鉄剣（キャラクターデザイン、総作画監督）

1995年
- ルパン三世 ハリマオの財宝を追え!!（キャラクターデザイン、総作画監督）
- 怪盗セイント・テール（ - 1996年、EDアニメーション）
- 黄金勇者ゴルドラン（ - 1996年、原画）

1996年
- 超者ライディーン（1996年 - 1997年、原画）
- 名探偵コナン（1996年 - 2004年、2008年 - 、キャラクターデザイン（初代、3代目／山中純子と連名、4代目、5代目／牟田清司と連名、6代目、7代目／岩井伸之と連名）、作画監督、作画監修、総作画監督、原画、OP作画監督、ED作画監督、ED原画）

2000年
- とっとこハム太郎（2000年 - 2008年、2011年 - 2013年、キャラクターデザイン（山中純子と連名）、作画監督、OP・ED作画監督）

2004年
- 愛してるぜベイベ★★（キャラクターデザイン（山中純子と連名）、OP作画監督、ED作画監督）

2005年
- エンジェル・ハート（2005年 - 2006年、作画監督（山中純子と連名））

2006年
- 史上最強の弟子ケンイチ（2006年 - 2007年、キャラクターデザイン（山中純子と連名）、作画監督、OP作画監督、ED作画監督）

2007年
- ひとひら（キャラクターデザイン（山中純子と連名））

2009年
- ルパン三世VS名探偵コナン（キャラクターデザイン（平山智と連名）、総作画監督）

2011年
- まじっく快斗（2011年 - 2012年、キャラクターデザイン（2代目／牟田清司と連名）、OP作画監督）

2012年
- ルパン三世 東方見聞録 〜アナザーページ〜（キャラクターデザイン、総作画監督）

2014年
- 名探偵コナン 江戸川コナン失踪事件 〜史上最悪の2日間〜（キャラクターデザイン、総作画監督）

2016年
- 名探偵コナン エピソード“ONE” 小さくなった名探偵（キャラクターデザイン、総作画監督）

2022年
- 名探偵コナン ゼロの日常（キャラクターデザイン監修）
- 名探偵コナン 本庁の刑事恋物語～結婚前夜～（キャラクターデザイン（とみながまり、山中純子と連名）、作画監修）

### 劇場アニメ
1981年
- あしたのジョー2（動画）

1982年
- SPACE ADVENTURE コブラ（作画）

1987年
- バツ&テリー（原画）

1988年
- AKIRA（原画）

1991年
- 老人Z（原画）
- とべ!くじらのピーク（原画）

1995年
- MEMORIES（原画）

1997年
- 名探偵コナンシリーズ（1997年 - 2024年）
  - 名探偵コナン 時計じかけの摩天楼（1997年、キャラクターデザイン、総作画監督）
  - 名探偵コナン 14番目の標的（1998年、キャラクターデザイン、総作画監督、原画）
  - 名探偵コナン 世紀末の魔術師（1999年、キャラクターデザイン、総作画監督）
  - 名探偵コナン 瞳の中の暗殺者（2000年、キャラクターデザイン、総作画監督）
  - 名探偵コナン 天国へのカウントダウン（2001年、キャラクターデザイン、総作画監督）
  - 名探偵コナン ベイカー街の亡霊（2002年、キャラクターデザイン、総作画監督）
  - 名探偵コナン 迷宮の十字路（2003年、キャラクターデザイン、総作画監督）
  - 名探偵コナン 銀翼の奇術師（2004年、キャラクターデザイン、総作画監督）
  - 名探偵コナン 水平線上の陰謀（2005年、キャラクターデザイン、総作画監督）
  - 名探偵コナン 探偵たちの鎮魂歌（2006年、キャラクターデザイン、総作画監督）
  - 名探偵コナン 紺碧の棺（2007年、キャラクターデザイン、総作画監督）
  - 名探偵コナン 戦慄の楽譜（2008年、キャラクターデザイン、総作画監督）
  - 名探偵コナン 漆黒の追跡者（2009年、キャラクターデザイン、総作画監督）
  - 名探偵コナン 天空の難破船（2010年、キャラクターデザイン、総作画監督）
  - 名探偵コナン 沈黙の15分（2011年、キャラクターデザイン、総作画監督）
  - 名探偵コナン 11人目のストライカー（2012年、キャラクターデザイン、総作画監督）
  - 名探偵コナン 絶海の探偵（2013年、キャラクターデザイン、総作画監督）
  - 名探偵コナン 異次元の狙撃手（2014年、キャラクターデザイン、総作画監督）
  - 名探偵コナン 業火の向日葵（2015年、キャラクターデザイン、総作画監督）
  - 名探偵コナン 純黒の悪夢（2016年、キャラクターデザイン、総作画監督）
  - 名探偵コナン から紅の恋歌（2017年、キャラクターデザイン、総作画監督）
  - 名探偵コナン ゼロの執行人（2018年、キャラクターデザイン、総作画監督）
  - 名探偵コナン 紺青の拳（2019年、キャラクターデザイン、総作画監督）
  - 名探偵コナン 緋色の弾丸（2021年、キャラクターデザイン、総作画監督）
  - 名探偵コナン ハロウィンの花嫁（2022年、キャラクターデザイン、総作画監督）
  - 名探偵コナン 黒鉄の魚影（2023年、キャラクターデザイン、総作画監督）
  - 名探偵コナン 100万ドルの五稜星（2024年、キャラクターデザイン、総作画監督）
  - 名探偵コナン　隻眼の残像(2025年、キャラクターデザイン・総作画監督)

2001年
- 劇場版 とっとこハム太郎シリーズ（2001年 - 2004年）
  - 劇場版 とっとこハム太郎 ハムハムランド大冒険（2001年、キャラクターデザイン（山中純子と連名）、総作画監督）
  - 劇場版 とっとこハム太郎 ハムハムハムージャ! 幻のプリンセス（2002年、キャラクターデザイン（山中純子と連名）、総作画監督）
  - 劇場版 とっとこハム太郎 ハムハムグランプリン オーロラ谷の奇跡 リボンちゃん危機一髪!（2003年、キャラクターデザイン（山中純子と連名）、総作画監督）
  - 劇場版 とっとこハム太郎 はむはむぱらだいちゅ! ハム太郎とふしぎのオニの絵本塔（2004年、キャラクターデザイン（山中純子と連名）、総作画監督）

2005年
- 甲虫王者ムシキング グレイテストチャンピオンへの道（キャラクターデザイン（山中純子と連名）、作画監督）

2010年
- おまえうまそうだな（作画監督）

2013年
- ルパン三世VS名探偵コナン THE MOVIE（キャラクターデザイン、総作画監督（平山智と連名））

### OVA
1986年
- アーバンスクウェア 琥珀の追撃（原画）
- アモン・サーガ（原画）

1991年
- 聖伝-リグ・ヴェーダ-「双城炎雷篇」（作画監督、原画）
- 手天童子3 鉄鬼の章（作画監督）
- 手天童子4（完結編）鬼獄の章（監督、作画監督）

1992年
- 宝島メモリアル「夕凪と呼ばれた男」（原画）
- 花平バズーカ（原画）
- うしおととら（1992年 - 1993年、作画監督）

1994年
- 放課後の職員室（キャラクターデザイン、作画監督）

1995年
- 湘南純愛組!（キャラクターデザイン）

1999年
- 青山剛昌短編集（キャラクターデザイン、総作画監督）

2000年
- 名探偵コナンシリーズ（2000年 - 2012年）
  - 名探偵コナン コナンvsキッドvsヤイバ 宝刀争奪大決戦!!（2000年、キャラクターデザイン（青野厚司と連名））
  - 名探偵コナン 16人の容疑者!?（2002年、キャラクターデザイン）
  - 名探偵コナン コナンと平次と消えた少年（2003年、キャラクターデザイン（山中純子と連名））
  - 名探偵コナン 阿笠からの挑戦状! 阿笠vsコナン&少年探偵団（2007年、キャラクターデザイン（山中純子と連名））
  - 名探偵コナン 女子高生探偵 鈴木園子の事件簿（2008年、キャラクターデザイン（山中純子と連名））
  - 名探偵コナン 工藤新一 謎の壁と黒ラブ事件（2008年、キャラクターデザイン（山中純子と連名））
  - 名探偵コナン 10年後の異邦人（2009年、キャラクターデザイン（山中純子と連名））
  - 名探偵コナン 新一と蘭・麻雀牌と七夕の思い出（2009年、キャラクターデザイン（山中純子と連名））
  - 名探偵コナン KID in TRAP ISLAND（2010年、キャラクターデザイン）
  - 名探偵コナン 大阪お好み焼きオデッセイ（2010年、キャラクターデザイン）
  - 名探偵コナン ロンドンからの秘指令（2011年、キャラクターデザイン）
  - 名探偵コナン 新潟〜東京 おみやげ狂騒曲（2011年、キャラクターデザイン）
  - 名探偵コナン えくすかりばあの奇跡（2012年、キャラクターデザイン）
  - 名探偵コナン ファンタジスタの花（2012年、キャラクターデザイン）

2001年
- とっとこハム太郎 ハム太郎のおたんじょうび～ママをさがして三千てちてち～（キャラクターデザイン、作画監督（山中純子と連名））

2008年
- やなせたかしメルヘン劇場（キャラクターデザイン、作画監督（共同））

### ゲーム
- アネット再び（1993年、キャラクターデザイン、作画監督）

### その他
- 名探偵コナン 星影の魔術師（2012年、キャラクターデザイン）